# Vieuphoria
Vieuphoria är ett musikvideoalbum av det amerikanska rockbandet The Smashing Pumpkins, utgivet av Virgin Records på vhs den 4 oktober 1994 och på dvd den 26 november 2002. Videon består av olika liveframträdanden, mestadels från Siamese Dream-turnén, blandat med humoristiska inslag (exempelvis "Meet the Frogs"), intervjuer, novellfilmer och andra korta klipp. Den uppnådde amerikansk guldcertifiering i november 1996.
Soundtracket för filmen, Earphoria, släpptes som promo-cd 1994 och fick en officiell utgivning under 2002.

## Låtlista
1. "Quiet" (live i Atlanta, 1993)
2. "Disarm" (live på engelsk TV, 1993)
3. "Cherub Rock" (akustisk live på MTV Europe, 1993)
4. "Today" (live i Chicago, 1993)
5. "I Am One" (live i Barcelona, 1993)
6. "Soma" (live i London, 1994)
7. "Slunk" (live på japansk TV, 1992)
8. "Geek U.S.A." (live på tysk TV, 1993)
9. "Mayonaise" (akustisk live överallt, 1988-1994)
10. "Silverfuck" (live i London, 1994)

### Extramaterial på DVD
Dvd-utgåvan innehåller även en intervju med Manny Chevrolet (The Unbearable Likeness of Manny) och en sällsynt konsertinspelning från 1994 med följande låtlista. ("Porcelina" ska inte förväxlas med den snarlikt betitlade "Porcelina of the Vast Oceans" från albumet Mellon Collie and the Infinite Sadness).
The Lost '94 Tapes
1. "Quiet"
2. "Snail"
3. "Siva"
4. "I Am One"
5. "Geek U.S.A."
6. "Soma"
7. "Hummer"
8. "Porcelina"
9. "Silverfuck"

## Medverkande
The Smashing Pumpkins
- Billy Corgan – sång, gitarr
- James Iha – gitarr, sång
- D'arcy Wretzky – bas, sång, slagverk på "Mayonaise"
- Jimmy Chamberlin – trummor

Övriga musiker
- Eric Remschneider – elektrisk cello på "Soma", "Hummer" och "Porcelina"